# 毒扁豆碱
毒扁豆碱（英語：physostigmine，eserine）是天然生物鹼，在毒扁豆（在西非称为 éséré）中萃取，可作拟副交感神经药，是可逆性胆碱酯酶抑制剂，对军事失能剂毕兹（BZ）有特殊且特效的解毒作用。